# Parzel
Parzel właściwie Piotr Parzelski (ur. 10 października 1985 w Warszawie) – polski raper. Wraz z „Jacentym” współtworzył zespół SSDI. Z zespołem nagrał wydany w 2008 roku album pt. Koneksje miejskie. Gościł także na albumach DJ.B i projektu Razem Ponad Kilo.
11 czerwca 2012 roku nakładem wytwórni muzycznej Prosto ukazał się pierwszy album Parzela zrealizowany z  Siwersem zatytułowany Coś się kończy, coś się zaczyna. Parzel współpracował ponadto z takimi wykonawcami jak: Bonus RPK, Zapach Miasta, Hudy HZD, Rufuz oraz Tomiko.

## Wybrana dyskografia
Albumy
| Rok                        | Dane dot. albumu                                                                            | Najwyższa pozycja na liście |
| Rok                        | Dane dot. albumu                                                                            | POL                         |
| -------------------------- | ------------------------------------------------------------------------------------------- | --------------------------- |
| 2012                       | Coś się kończy, coś się zaczyna (oraz Siwers) - Wydany: 11 czerwca 2012 - Wytwórnia: Prosto | 31                          |
| 2015                       | Oddech za oddech - Wydany: 2 marca 2015 - Wytwórnia: Prosto                                 | –                           |
| „–” album nie był notowany |                                                                                             |                             |

Inne
| Rok  | Utwór | Album                            |
| ---- | --- | -------------------------------- |
| 2009 | „Zapach miasta” (gościnnie: Parzel, Kokot) „Kryptonim – między osiedlami” (gościnnie: Parzel, Razem Ponad Kilo, Smolar, HDS) | Wkurwiony dzieciak – Bonus RPK   |
| 2012 | „Wszystkie piłki podkręcone” – Parzel „Plaża” – Parzel, Sokół, Sitek                                                         | Prosto Mixtape Kebs (kompilacja) |
| 2014 | „Nocą błądzą” (gościnnie: Parzel, Małach)                                                                                    | 7 minut po śmierci – Diox        |
| 2015 | „Przelew z Prosto” – Parzel, Solar, Pono „Miasto o świcie” – Kaen, HuczuHucz, Parzel                                         | Prosto Mixtape IV (kompilacja)   |

## Teledyski
| Rok  | Tytuł                                                    | Reżyseria/Realizacja | Album                           |
| ---- | -------------------------------------------------------- | -------------------- | ------------------------------- |
| 2012 | „Mam ten stan” (oraz Siwers)                             | Toczy Videos         | Coś się kończy, coś się zaczyna |
| 2012 | „300km/h” (oraz Siwers, gościnnie: Lysol, Ania Kandeger) | Toczy Videos         | Coś się kończy, coś się zaczyna |
| 2012 | „Pokora” (oraz Siwers, gościnnie: Ania Kandeger)         | Toczy Videos         | Coś się kończy, coś się zaczyna |
| 2015 | „Grzybowyjazd”                                           | Toczy Videos         | Oddech za oddech                |